# Lejondals naturreservat
Lejondals naturreservat är ett naturreservat i Upplands-Bro kommun, Stockholms län. Reservatet är beläget vid Lejondalssjöns sydöstra sida och sträcker sig långt inåt land mot öster. Området ligger cirka fyra kilometer nordost om tätorten Bro. Reservatet bildades 1975 och utvidgades år 2012 och omfattar idag en area om 311 hektar, där ingår även ett större vattenområde av Lejondalssjön. Reservatet förvaltas av Upplands-Bro kommun. Söder om motorvägen E18 ansluter Lillsjön-Örnässjöns naturreservat som bildades år 2016.

## Beskrivning

### Friluftsliv
Reservatet har sitt namn efter Lejondalssjön, som i sin tur är uppkallad efter säteriet Lejondal som ligger vid Lejondalssjöns västra sida och lätt kan ses från reservatet. Inom Lejondals naturreservat finns Hällkanans badplats med friluftsgård, flera vindskydd och grillplatser. Genom området sträcker sig strövstigar, en tre kilometer lång belyst motionsslinga och en avstickare av den 29 kilometer långa Upplands-Broleden. Syftet med reservatet är huvudsakligen att främja det rörliga friluftslivet. 

### Naturen
I reservatet finns flera öppna hagar som betas av hästar. Det är rester från äldre tider då stora delar av nuvarande reservatet var slåtteräng och traktens betesdjur betade i skogen. Av häradsekonomiska kartan från 1860-talet framgår att stora delar av dagens reservatsområde utgjorde "Bro härads allmänning". Skogen användes då för gemensamt bete och för vedbrand och gärdslefång. I reservatets sydvästra del finns en biotopskyddad gammelskog. Här växer bär och svamp och man kan se vilda djur som exempelvis dovhjort, rådjur, älg och småvilt som hare och räv. Det bedrivs även skogsbruk på en stor del av området.

## Bilder

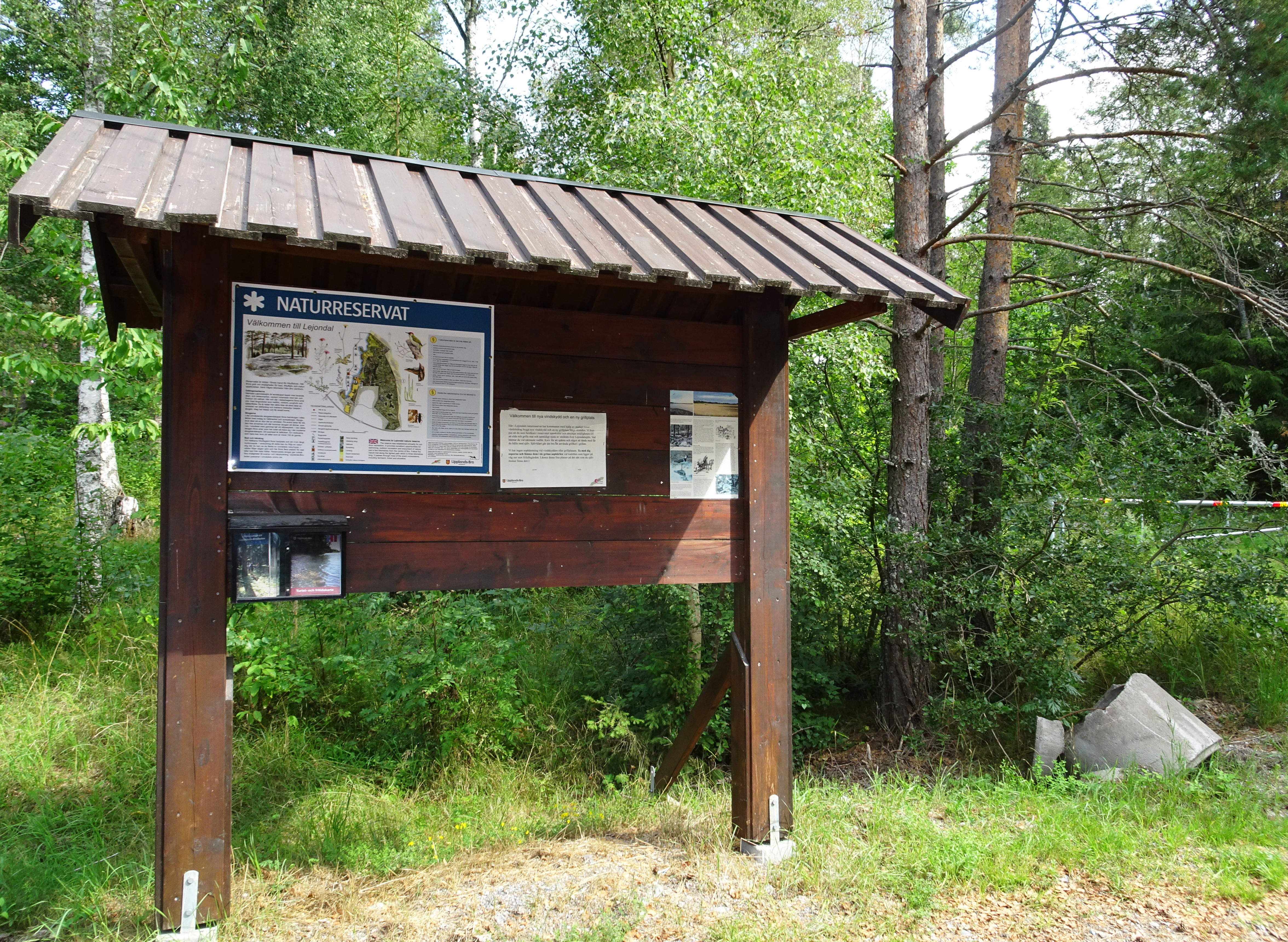
Lejondals naturreservat, infotavla.
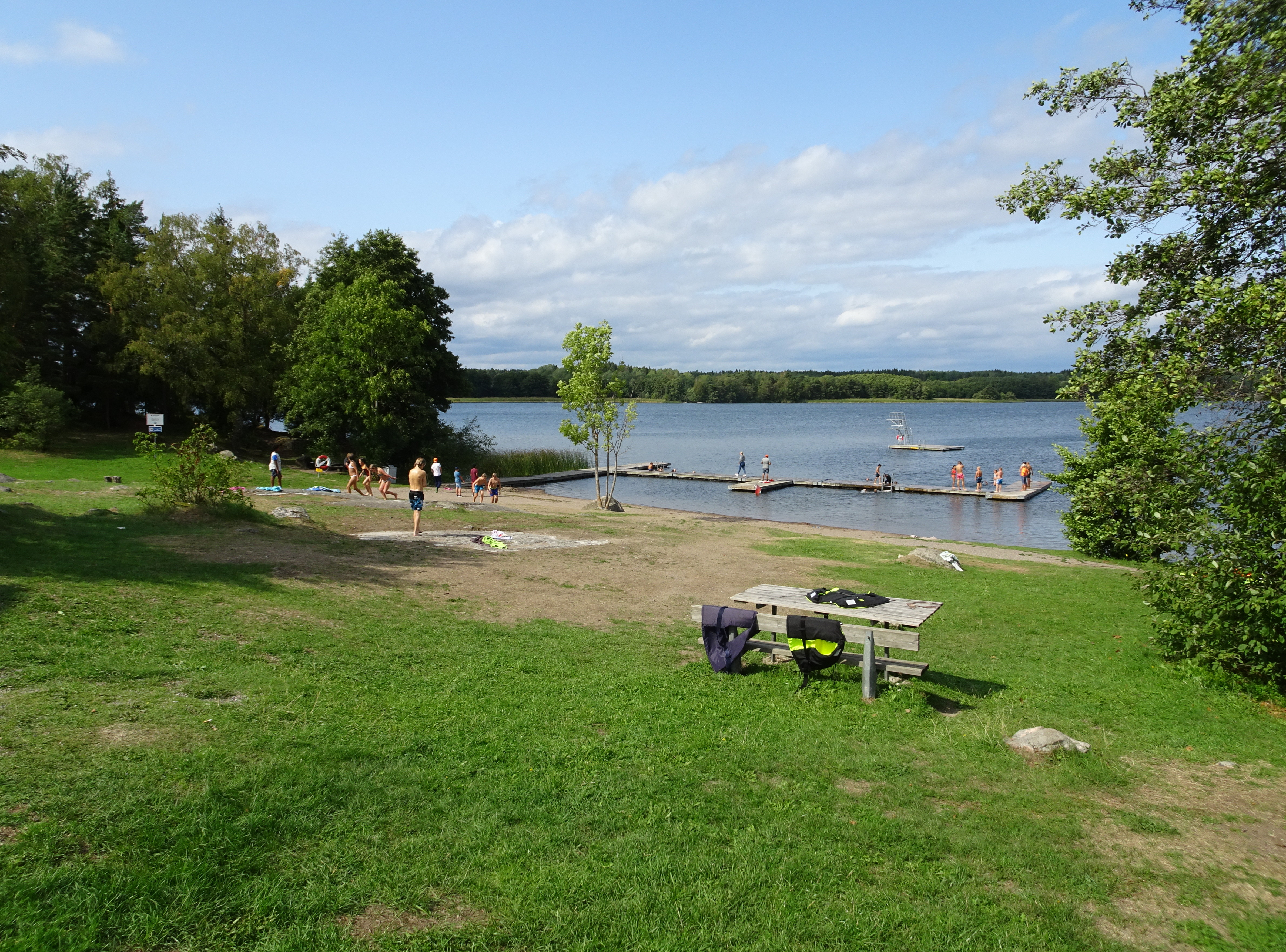
Badplatsen Hällkana.
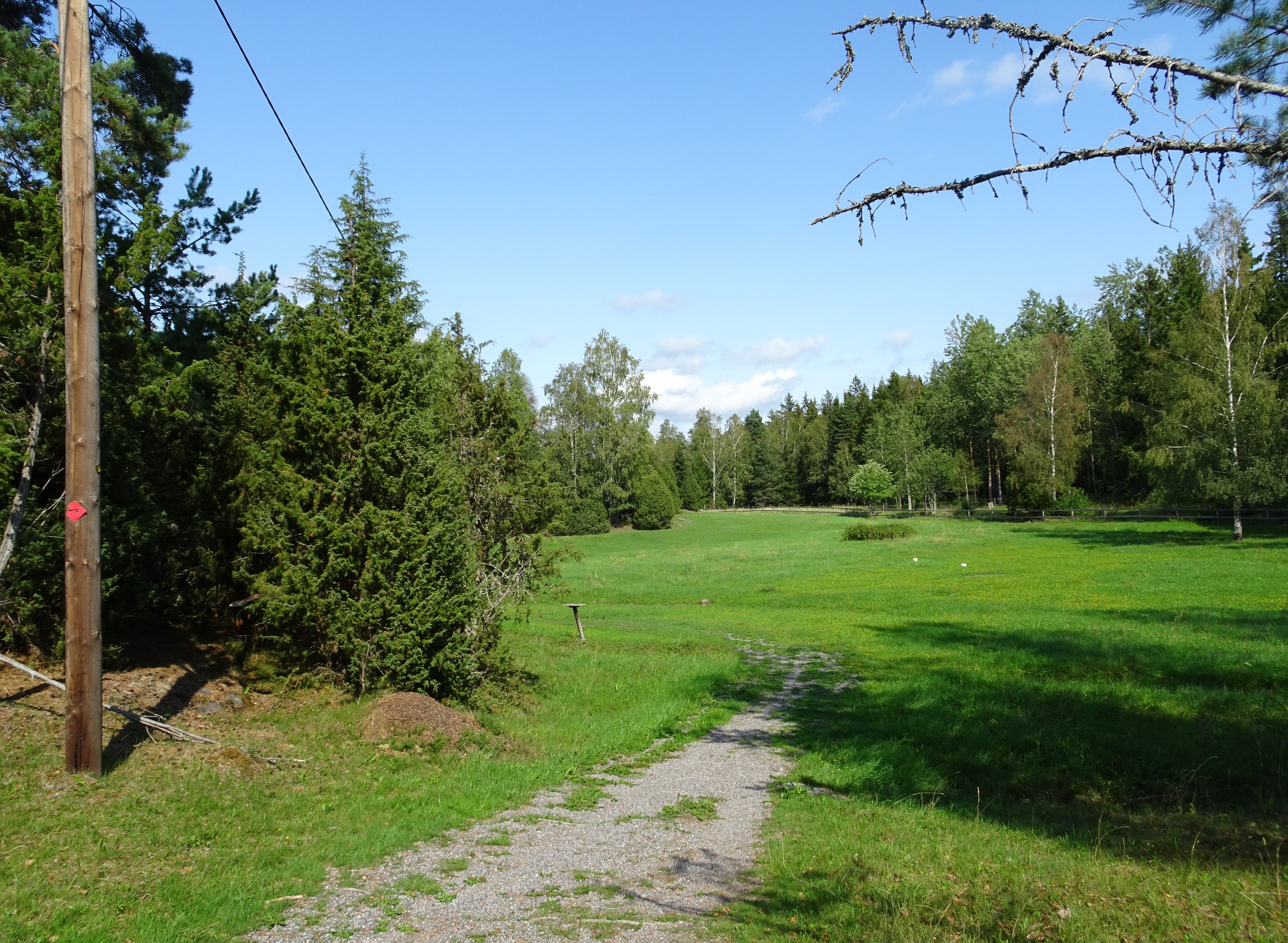
Öppna hagar.
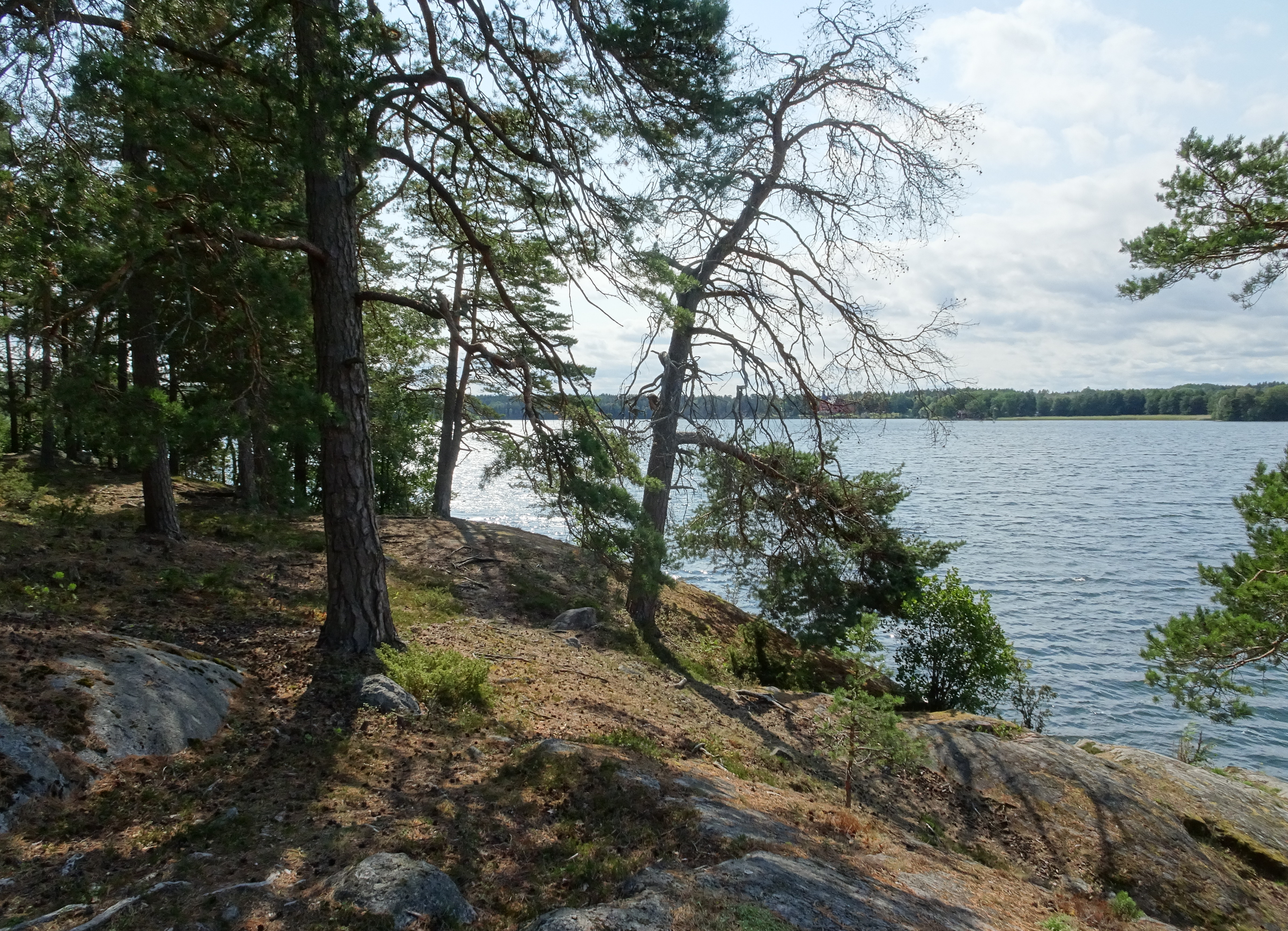
Biotopskyddad gammelskog.